# Amphiesmenoptera
Amphiesmenoptera je insektni nadred, koji je uspostavio S. G. Kiriakoff, mada se zasluge često pridaju Viliju Heningu zbog njegove revizije taksonomije instekata u dva sestrinska reda: Lepidoptera (leptiri i moljci) i vodenih moljaca. Godine 2017, treći fosilni red je dodat u ovu grupu, Tarachoptera.